# چیپ گاناسی ریسینگ
چیپ گاناسی ریسینگ که با نام های چیپ گاناسی تیم هم شناخته میشود یک تیم اتومبیلرانی آمریکایی واقع در ایندیاناپلیس است.
این تیم سابقه حضور فعال در مسابقات ایندی‌کار، مسابقات قهرمانی ایمسا، اسپورت کار و مسابقات استقامتی جهان را دارد.
این تیم در سال ۱۹۹۰ توسط تاجر و راننده گذشته مسابقات چیپ گاناسی تأسیس شد.
اولین فصل این تیم به همراه تیم پاتریک ریسینگ در مسابقات قهرمانی خودروهای چرخ باز آمریکایی حضور داشت.

## یاداشت ها
1. ↑  پروتوتایپ: ۵, جی‌تی‌ لمانز: ۱۳, دی‌پی‌آی: ۵, جی‌تی‌پی: ۲